# Goede tijden, slechte tijden (seizoen 14)
Het veertiende seizoen van Goede tijden, slechte tijden startte op 1 september 2003. Het seizoen werd elke werkdag uitgezonden op RTL 4. In oktober 2016 werd het volledige seizoen uitgebracht op dvd.

## Rolverdeling

### Aanvang
Het veertiende seizoen telde 215 afleveringen (aflevering 2566–2780)
| Acteur              | Personage          | Afleveringen                                       |
| ------------------- | ------------------ | -------------------------------------------------- |
| Jette van der Meij  | Laura Selmhorst    | Hele seizoen                                       |
| Wilbert Gieske      | Robert Alberts     | Hele seizoen                                       |
| Bartho Braat        | Jef Alberts        | Hele seizoen                                       |
| Wik Jongsma         | Govert Harmsen     | 2686–2780 (met kleine onderbreking)                |
| Caroline De Bruijn  | Janine Elschot     | Hele seizoen                                       |
| Erik de Vogel       | Ludo Sanders       | Hele seizoen                                       |
| Bas Muijs           | Stefano Sanders    | 2638–2780 (met kleine onderbreking)                |
| Charlotte Besijn    | Barbara Fischer    | Hele seizoen                                       |
| Aukje van Ginneken  | Charlie Fischer    | 2566–2594                                          |
| Victoria Koblenko   | Isabella Kortenaer | 2566–2587, 2690–2780 (onderbreking i.v.m. Flexwet) |
| Winston Post        | Benjamin Borges    | 2566–2759, 2773–2780 (met kleine onderbreking)     |
| Koert-Jan de Bruijn | Dennis Tuinman     | Hele seizoen                                       |
| Wouter de Jong      | Milan Verhagen     | Hele seizoen                                       |
| Fajah Lourens       | Yasmin Fuentes     | Hele seizoen                                       |
| Elle van Rijn       | Valerie Fischer    | Hele seizoen                                       |
| Geert Hoes          | Morris Fischer     | Hele seizoen                                       |
| Maria Kooistra      | Pascale Berings    | 2566–2689                                          |
| Sebastiaan Labrie   | Ray Groenoord      | Hele seizoen                                       |
| Inge Schrama        | Sjors Langeveld    | Hele seizoen                                       |
| Inge Ipenburg       | Martine Hafkamp    | Hele seizoen                                       |

### Nieuwe rollen
De rollen die in de loop van het seizoen werden geïntroduceerd als belangrijke personages
| Acteur            | Personage          | Afleveringen |
| ----------------- | ------------------ | ------------ |
| Yoka Verbeek      | Tracey Gould       | 2578–2685    |
| Lieke van Lexmond | Charlie Fischer    | 2596–2780    |
| Christophe Haddad | Nick van der Heyde | 2619–2780    |

### Bijrollen
| Acteur              | Personage            | Afleveringen                               |
| ------------------- | -------------------- | ------------------------------------------ |
| Elly de Graaf       | Rosa Gonzalez        | 2569–2779                                  |
| Rop Verheijen       | Robin Visser         | 2572–2618, 2647–2648, 2683–2693, 2730–2780 |
| Katarina Justic     | Betty Luijendijk     | 2581–2590                                  |
| Peter Post          | Wout Zevenaar        | 2615–2646                                  |
| Niek Pancras        | Govert Harmsen       | 2625–2685                                  |
| Caroline De Bruijn  | Sophia Eijsink       | 2626–2627                                  |
| Sandra Mattie       | Anouk de Ruyter      | 2658–2730                                  |
| Erik Koningsberger  | Rechercheur Veldhuis | 2685–2743                                  |
| Chris Comvalius     | Dorothea Grantsaan   | 2778–2780                                  |
| Edwin van der Kooij | Henk Smulders        | 2572-2597                                  |